# Lepturgotrichona stigmatica
Lepturgotrichona stigmatica là một loài bọ cánh cứng trong họ Cerambycidae.